# Germano Almeida

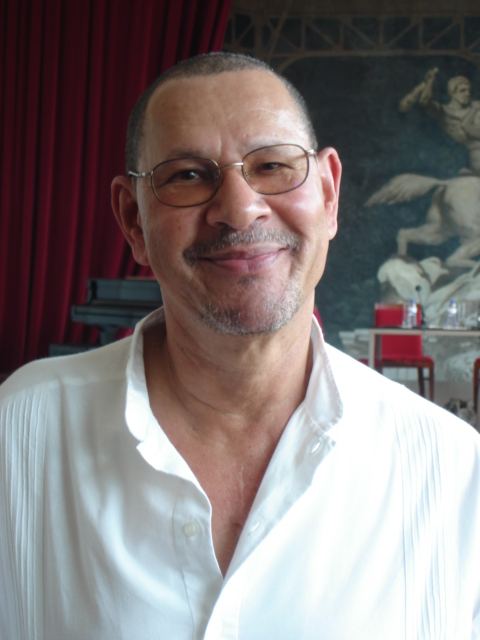
Germano Almeida

Germano Almeida, auch Germano de Almeida, (* 31. Juli 1945 auf der Insel Boa Vista, Portugiesisch-Kap Verde) ist ein kap-verdischer Schriftsteller, Verleger und Rechtsanwalt.

## Leben

### Jugend und Herkunft
Germano Almeida wurde am 31. Juli 1945 auf der Insel Boa Vista der portugiesischen Kolonie Kap Verde als eines von zehn Kindern der Eltern Anacleto Dias Almeida und Eugenia da Cruz Almeida geboren. Sein Vater, Anacleto, arbeitete als Zimmermann, seine Mutter als Hausfrau. Sein Vater Anacleto starb, als Germano Almeida 16 Jahre alt war, sodass dieser begann als Zimmermann zu arbeiten, um die Familie zu unterstützen. Er galt als ehrgeiziger Schüler, obwohl es für die Familie schwierig war, Almeida weiter in seiner Ausbildung zu unterstützen. Nach dem Abschluss der Grundschule auf Boa Vista besuchte er verschiedene Sekundarschulen in der Hauptstadt Praia (auf der Insel Santiago) sowie auf der Insel São Vicente.

### Studium und Tätigkeit als Anwalt
Im Alter von 18 Jahren wurde Almeida zum portugiesischen Militär eingezogen und leistete seinen Wehrdienst in der portugiesischen Kolonie Angola ab. Dank seines Ehrgeizes gewann er ein Stipendium für ein Studium in der portugiesischen Hauptstadt Lissabon. 1972 zog er dorthin, um an der Universität von Lissabon (Universidade Clássica) Rechtswissenschaft zu studieren. Nach Abschluss seines Studiums kehrte er nach Kap Verde zurück.
Nachdem Kap Verde sich 1975 von Portugal im Zuge der Nelkenrevolution für unabhängig erklärt hatte, wurde Almeida 1976 zum Generalstaatsanwalt der Inselgruppe ernannt. Dieses Amt übte er bis 1979 aus, danach zog er nach Mindelo (Insel São Vicente), um dort als Anwalt zu praktizieren.

### Literarisches Wirken
Neben seiner Tätigkeit als Anwalt entwickelte Almeida eine Vorliebe fürs Schreiben. 1983 gründete Almeida die Zeitschrift Ponto & Vírgula und veröffentlichte im gleichen Jahr sein erstes Werk Estórias (Geschichten) unter dem Pseudonym „Romualdo Cruz“. 1989 stieg Almeida in das Verlagshaus Ilhéu ein, worüber er daraufhin die meisten seiner Werke veröffentlichte.
Im gleichen Jahr gab er seinen ersten und bis heute bekanntesten Roman, O testamento do Senhor Napomuceno da Silva Araújo (Deutsch: „Das Testament des Herrn Napumoceno“), heraus, ein Buch über die Händlerklasse Mindelos, die wegen ihres Opportunismus und ihrer mangelnden Authentizität schwer zu fassen ist. Der zugewanderte Senhor Napumoceno gehört nie ganz dazu; sein Bild schwankt in den Erinnerungen der Menschen, die mit ihm zu tun hatten. Am Ende entpuppt sich sein Testament als Werk eines verhinderten Schriftstellers. Ein auf dem Roman basierender Film des portugiesischen Regisseurs Francisco Manso erhielt 1997 einen ersten Preis auf dem größten brasilianischen Filmfestival Festival de Cinema de Gramado.
1990 veröffentlichte Almeida seinen zweiten Roman, O Meu Poeta („Mein Poet“), über das politische Leben von Mindelo. Almeida kritisierte in O Meu Poeta das politische System des Inselstaats und dem verbreiteten Opportunismus in der kapverdischen Gesellschaft.
Zahlreiche weitere Werke kamen im Laufe der 1990er Jahre. Almeidas Werke sind in zahlreiche Sprachen übersetzen worden. Er gehört zu den bekanntesten Schriftstellern des portugiesischsprachigen Raumes außerhalb Portugals und Brasiliens. Er ist bekannt für seinen Schreibstil, bei dem er reale bzw. autobiographische Elemente mit fiktionalen und humoristischen Elementen ineinander verwebt. 
2010 ehrte ihn der damalige kapverdische Staatspräsident Pedro Pires mit einer Auszeichnung für literarische Exzellenz.
2018 erhielt Almeida als zweiter kapverdischer Autor nach dem Lyriker Arménio Vieira den jährlich vergebenen Prémio Camões, den wichtigsten Literaturpreis des portugiesischsprachigen Raums.

## Werke
- O dia das calças roladas. (1982)
- O meu poeta. Ohne Ort, 1989. Neuausgabe: Caminho, Lisboa 1992, ISBN 972-21-0786-0.
- O testamento do Senhor Napomuceno da Silva Araújo. Ed. Caminho, Lisboa 1991, ISBN 972-21-0575-2.
  - Deutsche Ausgabe: Das Testament des Herrn Napumoceno : Roman. Fischer-Taschenbuch-Verlag, Frankfurt am Main 1997, ISBN 3-596-13847-7 (Fischer. 13847). (Übersetzerin: Maralde Meyer-Minnemann). (Neuausgabe: Unionsverlag, Zürich 2014, ISBN 978-3-293-20668-7).
- A ilha fantástica. Caminho, Lisboa 1994, ISBN 972-21-0917-0.
- Os dois irmãos: romance. Caminho, Lisboa 1995, ISBN 972-21-1032-2.
- Estórias de dentro de casa: novelas. Caminho, Lisboa 1996, ISBN 972-21-1078-0.
- A morte do meu poeta (1998) (Inhalt: Kritische Bearbeitung eines Korruptionsskandals der Regierungspartei, daher zunächst nur vom Autor veröffentlicht).
- A família trago Caminho, Lisboa 1998, ISBN 972-21-1175-2.
- Estórias contadas (1998)
- Dona Pura e os camaradas de Abril. Caminho, Lisboa 1999, ISBN 972-21-1254-6. (Inhalt: Literarische Bearbeitung der Nelkenrevolution)
- As memórias de um espírito : romance. Caminho, Lisboa 2001, ISBN 972-21-1428-X.
- Cabo Verde – Viagem pela história das ilhas. Caminho, Lisboa 2003, ISBN 972-21-1544-8. (Inhalt: Bildband und Reisebericht).
- O mar na Lajinha : romance. Caminho, Lisboa 2004, ISBN 972-21-1609-6.
- Eva : romance. Caminho, Lisboa 2006, ISBN 972-21-1789-0.
- A morte do ouvidor. Caminho, Lisboa 2010, ISBN 978-972-21-2114-9.
- O Fiel Defunto, Caminho, Lisboa 2018, ISBN 9789722129282.
  - Deutsche Ausgabe: Der treue Verstorbene. Übers.: Michael Kegler, Transit Buchverlag, Berlin 2020, ISBN 978-3-88747-378-5
- O último mugido, Editorial Caminho, Lissabon 2020, ISBN 978-972-21-3026-4